# Soraia Chaves
Soraia Chaves (Besteiros, 22 de junio de 1982) es una actriz y modelo portuguesa. Logró popularidad por su rol de Amélia en la película O Crime do Padre Amaro y por interpretar a María en su siguiente película, Call Girl. También interpretó el importante papel de Raquel en Dancing Days, una telenovela de 2012 de la cadena de televisión portuguesa Sociedade Independente de Comunicação. También protagonizó la cinta Real Playing Game.

## Filmografía

### Televisión
- 2007 -	Jura
- 2006-2008 -	Aqui Não Há Quem Viva
- 2009 -	A Vida Privada de Salazar
- 2011 -	Rosa Fogo
- 2011 -	Barcelona, Cidade Neutral
- 2010-2011 -	Voo Directo
- 2012 -	Perdidamente Florbela
- 2012-2013 -	Dancin' Days
- 2016 -	Terapia
- 2015-2016 -	Poderosas
- 2017 -	Mata Hari
- 2018 -	Três Mulheres
- 2018-2019 - Alma e Coração
- 2022 - Sequía
- 2023 - Operación Marea Negra

### Cine
- 2005 -	O Crime do Padre Amaro (como Amélia)
- 2007 -	Call Girl (como Maria)
- 2008 -	Arte de Roubar (como la prima)
- 2009 -	King Conqueror (como Zuleyma)
- 2010 -	A Bela e o Paparazzo (como Mariana)
- 2011 -	A Divisão Social do Trabalho - Adam Smith (como Cleo)
- 2012 -	La chambre jaune (como Movie Star)
- 2012 -	Las líneas de Wellington (como Martírio)
- 2013 -	La jaula dorada (L'actrice télé)
- 2013 -	RPG (como Sarah)
- 2014 -	Ponto Morto (como Mulher)
- 2015 -	Amor Impossível (como Madalena)
- 2016 -	Vermelho Russo
- 2018 -	Linhas de Sangue (como Glicínia)